# CLA Studios
La CLA Studios è uno studio cinematografico situato a Ouarzazate, in Marocco.
È stato fondato nel 2004 dall'imprenditore marocchino Saïd Alj e da una partnership fra Cinecittà Studios, Dino De Laurentiis.

## Film che hanno utilizzato CLA Studios

### Produzione cinematografica
- 2005: Le colline hanno gli occhi - Regia: Alexandre Aja
- 2005: Le crociate - Kingdom of Heaven - regia: Ridley Scott
- 2006: Nativity - Regia: Catherine Hardwicke
- 2006: Le colline hanno gli occhi 2 - Regia: Martin Weisz
- 2006: Prisoner of the sun -  Regia: Roger Christian
- 2006: Home of the Brave - Eroi senza gloria - Regia: Irwin Winkler
- 2007: The objective - Regia: Daniel Myrick
- 2007: Nessuna verità (Body of Lies) - Regia: Ridley Scott
- 2007: Mogadishu Welcome - Regia: Roland Suso Richter
- 2008: Prince of Persia - Le sabbie del tempo (2010)
- 2008: La missione dei quattro cavalieri - Regia: Paolo Barzman
- 2008: Journey to Mecca (Ibn Battuta) - Regia: Bruce Neibaur
- 2008: La papessa - Regia:
- 2010: Hanna - Regia: Joe Wright
- 2010: Il pescatore di sogni- Regia: Lasse Hallström
- 2011: Prometheus - Regia: Ridley Scott
- 2012: Night Sword - Regia: Brahim Chkiri
- 2012: Medicus - Regia: Philipp Stölzl
- 2013: Piégé - Regia: Yannick Sailet
- 2014: American Sniper (film) - Regia: Clint Eastwood .[3]
- 2014: Queen of the Desert - Regia: Werner Herzog [4]
- 2015: Mission: Impossible - Rogue Nation - Regia: Christopher McQuarrie
- 2015: A Hologram for the King - Regia:  Tom Tykwer [5]

### Produzioni televisive
- 2007: Terre de Luce - Regia: Stéphane Kurc
- 2007: Alì Babà e i quaranta ladroni - Regia: Pierre Aknine
- 2009: Ben-Hur - Regia: Steve Shill
- 2009: Il Trono di Spade (Game of Thrones) – Regia: Thomas McCarthy
- 2012: Il Trono di Spade (Game of Thrones) (terza stagione) – Regia: Alan Taylor
- 2013: Sherazad - Documentario
- 2013:  Atlantis - Regia: Justin Molotnikov